# Friedenssteine
Koordinaten: 51° 8′ 19,68″ N, 11° 42′ 44,21″ O

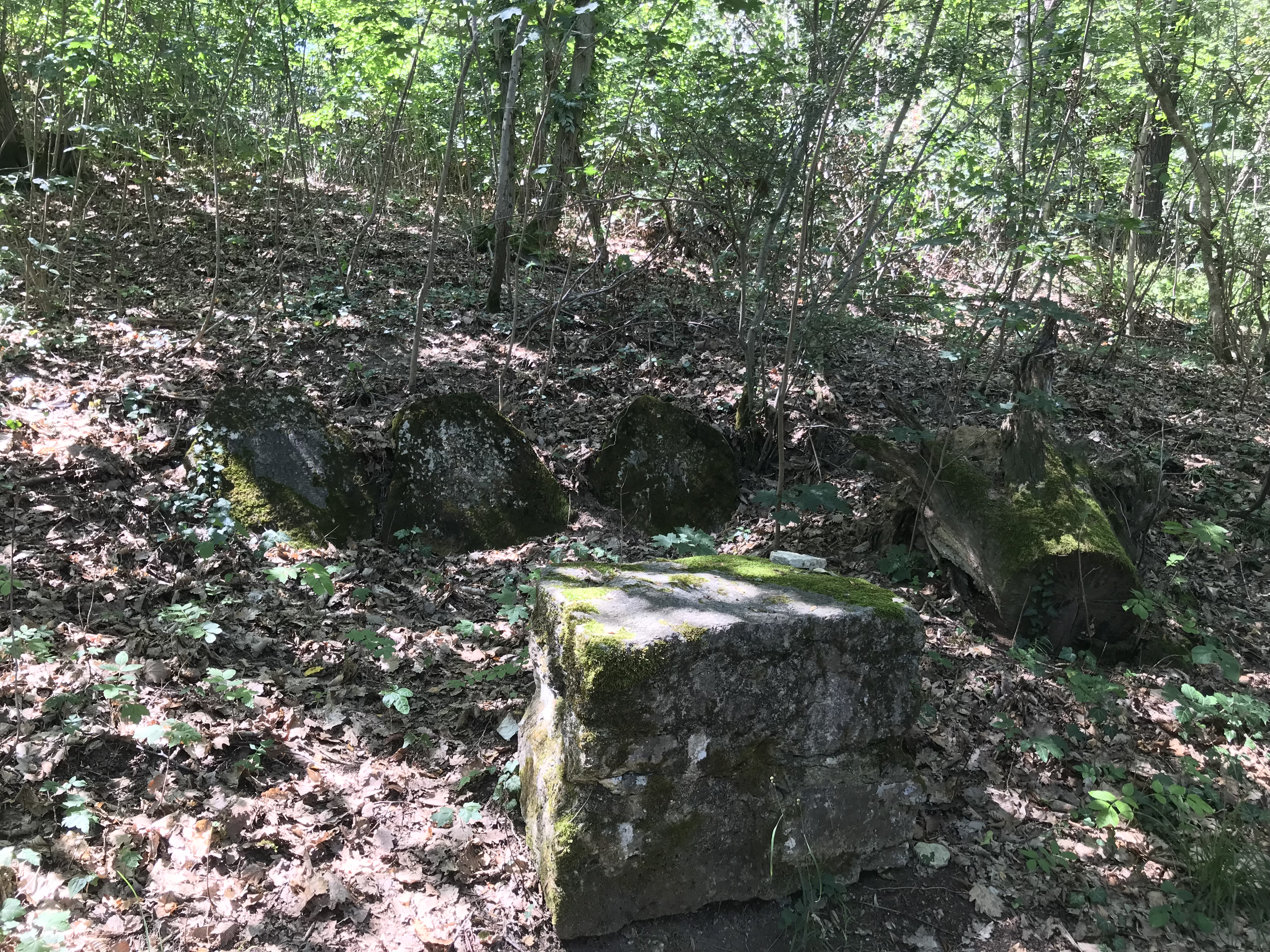
Friedenssteine in Bad Kösen (2019)

Die Friedenssteine in Bad Kösen sind ein Denkmal zur preußisch-deutschen Einigungsgeschichte im 19. Jahrhundert.

## Lage und Bedeutung
Die vier Friedenssteine befinden sich in Bad Kösen oberhalb des Ilskeweges am Steilhang gegen Fränkenau. Es handelt sich um grob auf der Vorderseite behauene Kalksteine mit eingemeißelten Daten. Dicht nebeneinander und bogig angeordnet, erinnern drei Steine an die Friedensschlüsse nach den Deutschen Einigungskriegen. Davor steht ein vierter Stein für den Zweiten Pariser Frieden. Wann und von wem die Steine gestiftet worden sind, ist noch unbekannt. Bis 2001 sind in Kösener und Naumburger Archiven keine Dokumente oder Zeitungsberichte gefunden worden.  Bruno Schmidt, Gutspächter in Kukulau und Mitglied der Kösener Badekommission, hat sich jedenfalls Ende des 19. Jahrhunderts um die Steine gekümmert. Vieles spricht dafür, dass er sie auch gestiftet und aufgestellt hat.

### 1864 Wien

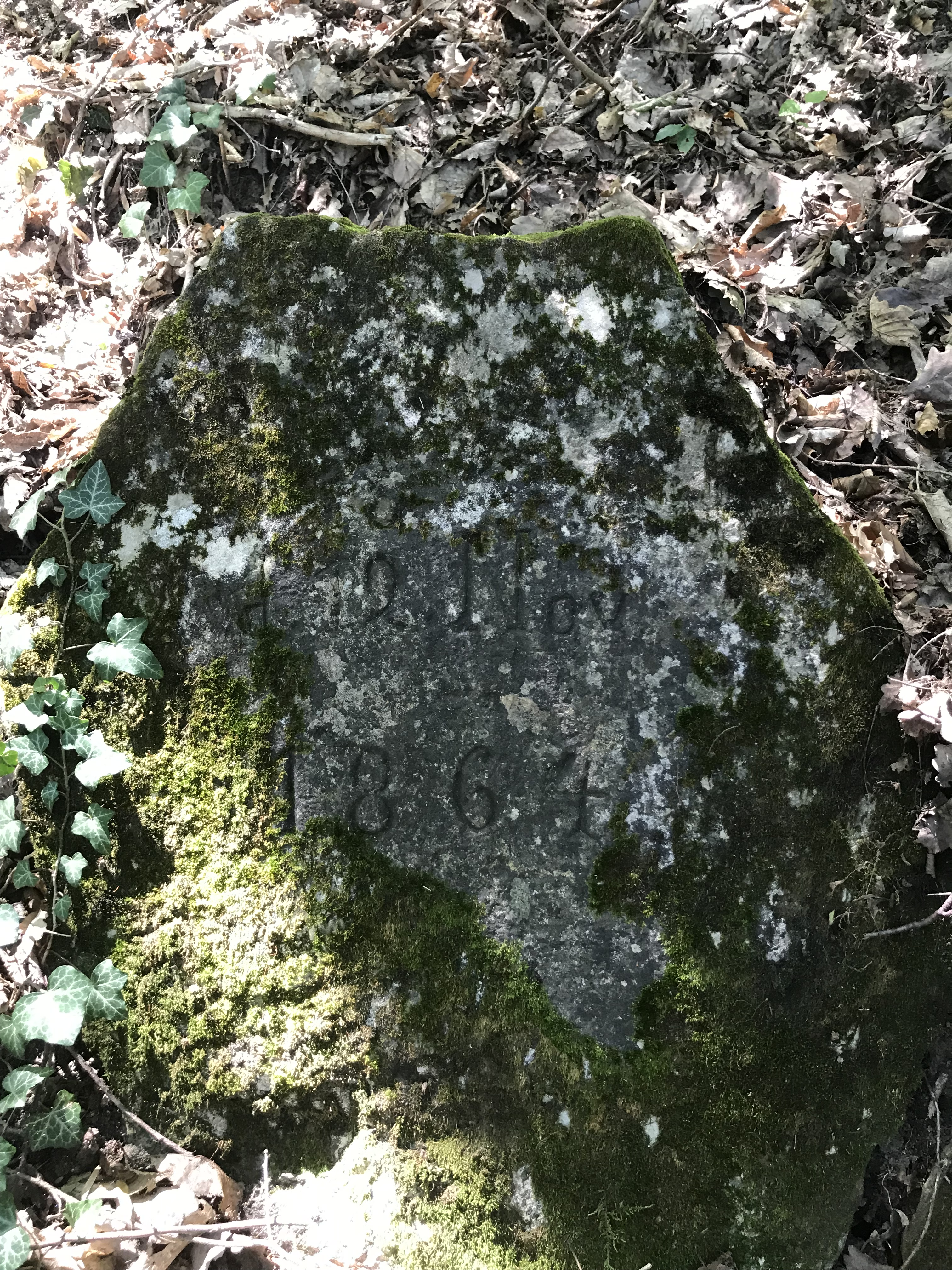
Friedensstein zu 1864

Der linke Stein bezieht sich auf den Frieden von Wien. Erkennbar ist noch die Jahreszahl 1864. Vollständig war die Angabe ursprünglich 30. OKTOBER 1864. An jenem Tag schlossen Preußen, Österreich und Dänemark Frieden nach dem (zweiten) Deutsch-Dänischen Krieg. Im Streit um die Herzogtümer Schleswig, Holstein und Lauenburg hatten sich mit dem Tod des dänischen Königs Friedrich VII. im November 1863 die zwischenstaatlichen Beziehungen in Europa verschärft. Der Nachfolger Christian IX. hatte die Sonderstellung der Herzogtümer insofern verändert, als er durch die Novemberverfassung Schleswig von Holstein getrennt und seinem Königreich einverleibt hatte. Nach der Bundesexekution gegen die Herzogtümer Holstein und Lauenburg von 1863 verlangte Preußen von Dänemark ultimativ ihre Aufhebung; andernfalls würde Schleswig besetzt. Als Christian IX. ablehnte, begann am 1. Februar 1864 der Einmarsch der Verbündeten. Nach anfänglichen Misserfolgen gelang Preußen der entscheidende Sieg bei den Düppeler Schanzen.

### 1866 Prag

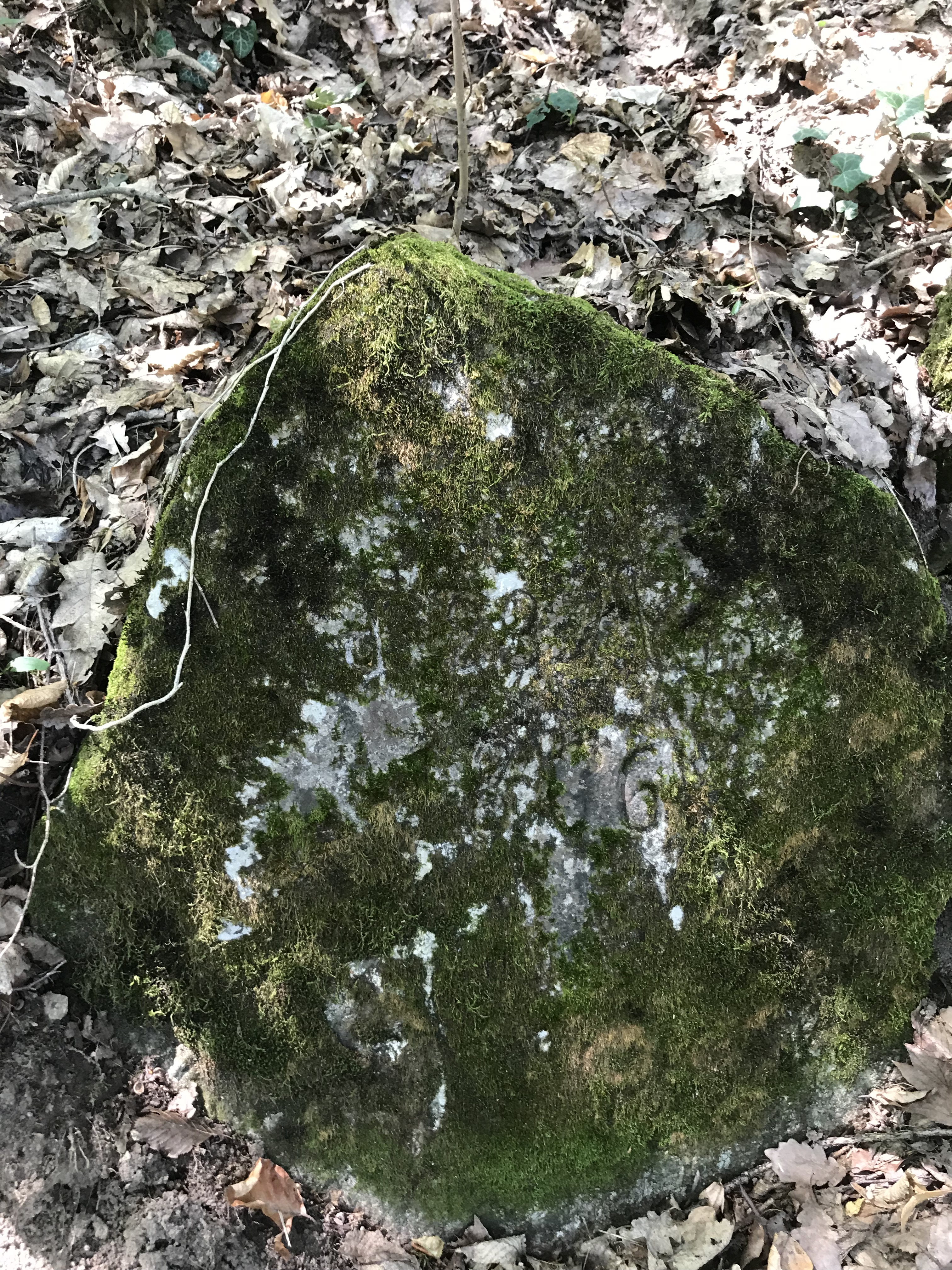
Friedensstein zu 1866

Der rechte Stein bezieht sich auf den Prager Frieden (1866). Gut lesbar ist das Datum 23. AUGUST 1866. Otto von Bismarck hatte die Auseinandersetzung seit langem geplant. Veranlassung war die ungeklärte Schleswig-Holsteinische Frage. Österreich hatte eigenmächtig versucht, seine Vorschläge im Bundestag (Deutscher Bund) durchzusetzen. Das veranlasste Preußen, in Holstein einzumarschieren und die Deutsche Bundesakte zu brechen. Eine Kriegserklärung an Österreich war die Folge. Im Deutschen Krieg standen Bayern, Hannover, Sachsen, Württemberg, Baden, Hessen-Darmstadt, Hessen-Kassel, Nassau und einige kleinere Staaten auf Seiten Österreichs. Zu Preußen hielten die norddeutschen Klein- und Mittelstaaten und Italien, mit dem seit April 1866 ein geheimes Bündnis bestand. Helmut von Moltke gelang der kriegsentscheidende Sieg in der Schlacht bei Königgrätz.

### 1871 Frankfurt a. M.

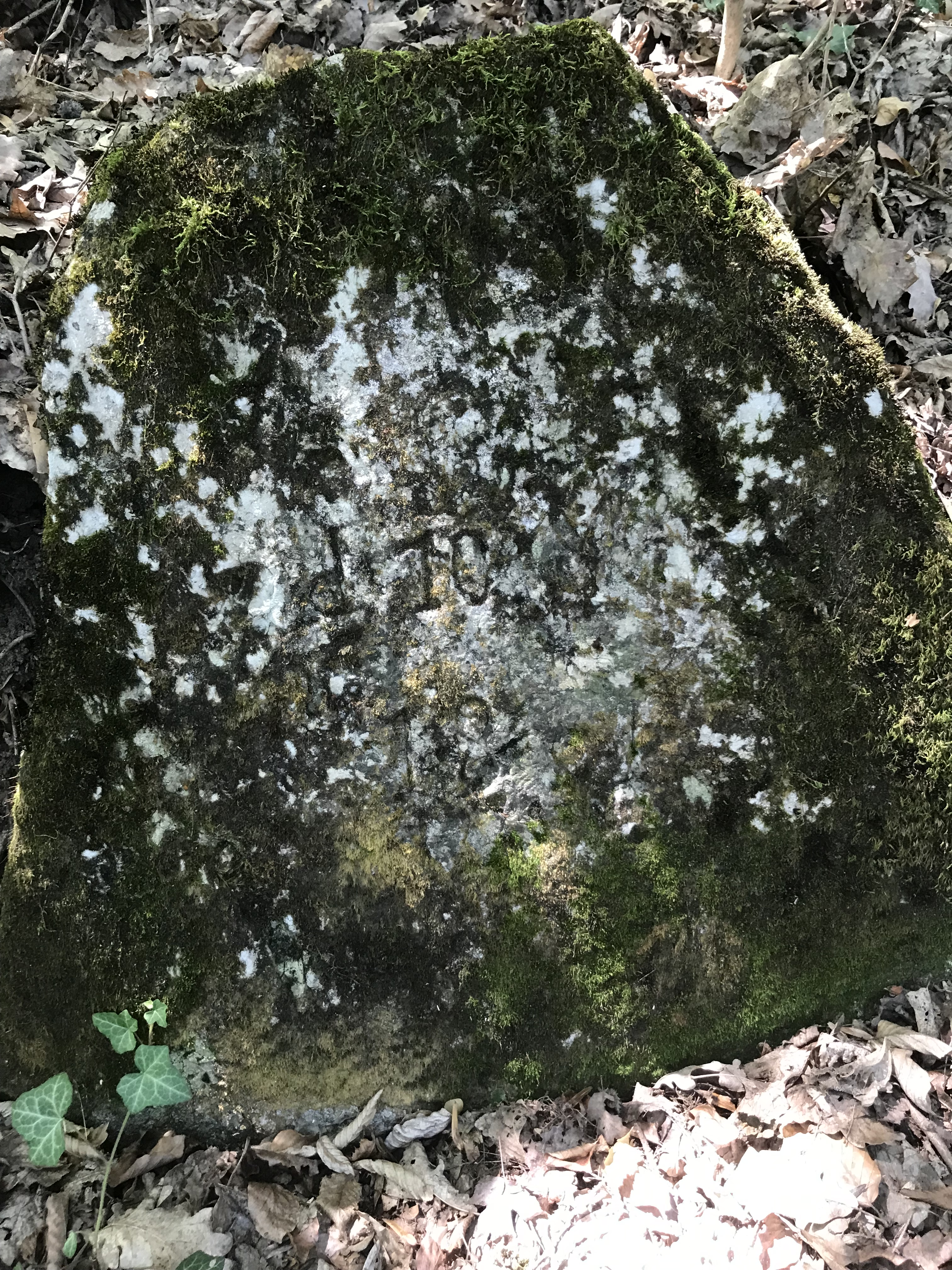
Friedensstein zu 1871

Der mittlere Stein trägt das Datum 10. MAI 1871. Nach dem Deutsch-Französischen Krieg und der deutschen Reichsgründung besiegelte der Friede von Frankfurt die deutsche Einigung. Frankreich hatte Preußen am 19. Juli 1870 den Krieg erklärt. Der mächtige Norddeutsche Bund wurde von Frankreich als Bedrängung empfunden. Preußen kam die Kriegserklärung gelegen, denn es wollte seine Stellung in Deutschland stärken und konnte einen Nationalkrieg ausrufen. Nach schweren Kämpfen im Elsass und in Lothringen gelang Moltke der entscheidende Sieg in der Schlacht von Sedan. Napoleon III. wurde gefangen genommen und das Zweite Kaiserreich gestürzt. Die Kapitulation stand bevor, aber die provisorische nationale Regierung (aus der die Dritte Französische Republik hervorging) lehnte die Kapitulationsbedingungen ab. Sie organisierte einen Volkskrieg gegen die Eindringlinge. Erst nach mehreren verlorenen Schlachten und dem Fall von Paris fand sie sich zum Vorfrieden von Versailles bereit. Wilhelm I. wurde in Versailles zum Deutschen Kaiser ausgerufen. Das Deutsche Kaiserreich war gegründet. Nach langwierigen Verhandlungen in Brüssel und Frankfurt gelang der Friedensschluss am 10. Mai 1871 in Frankfurts Hotel zum Schwan.

## Siehe auch

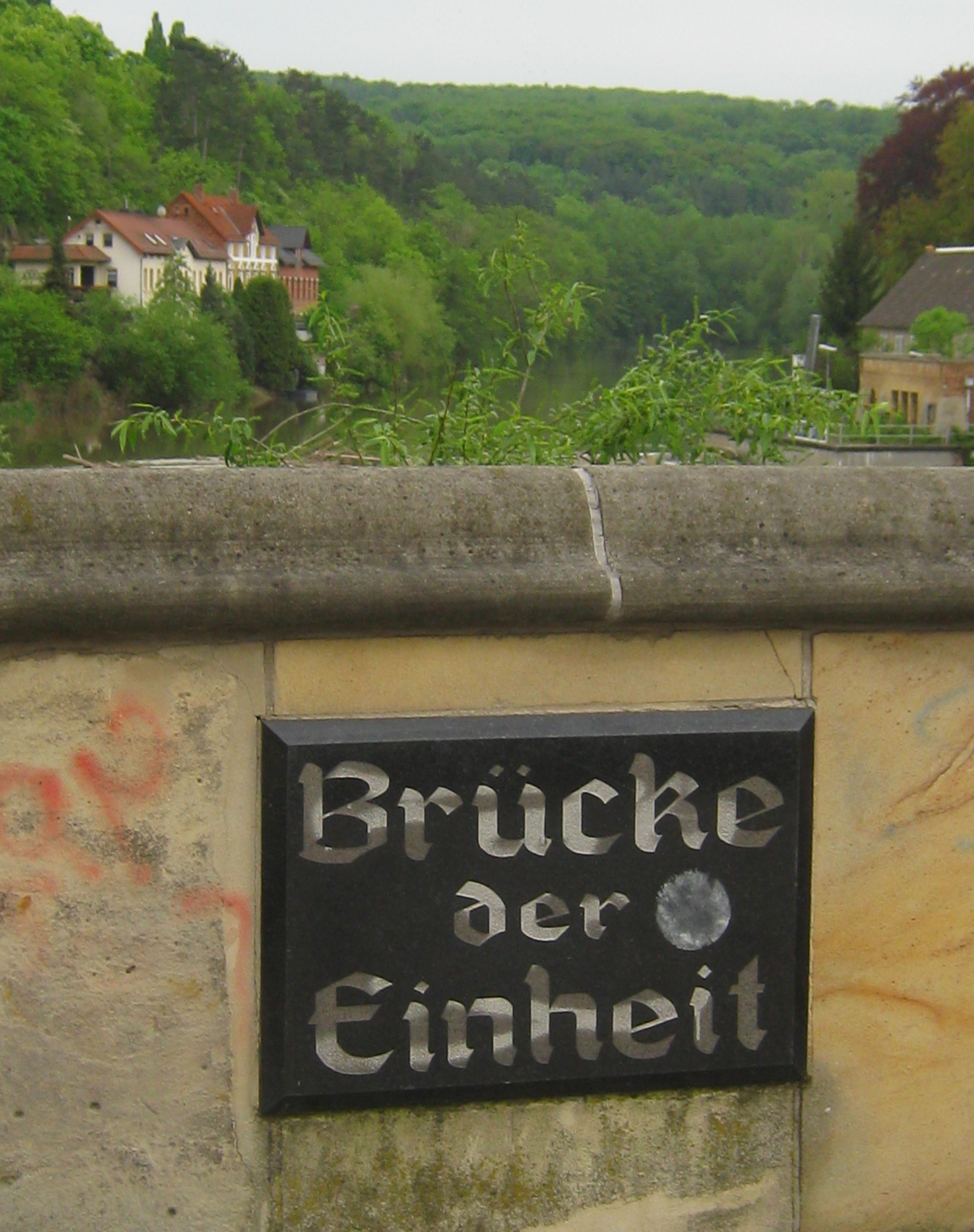
Gedenktafel an der Saalebrücke Bad Kösen

### 1815 Paris

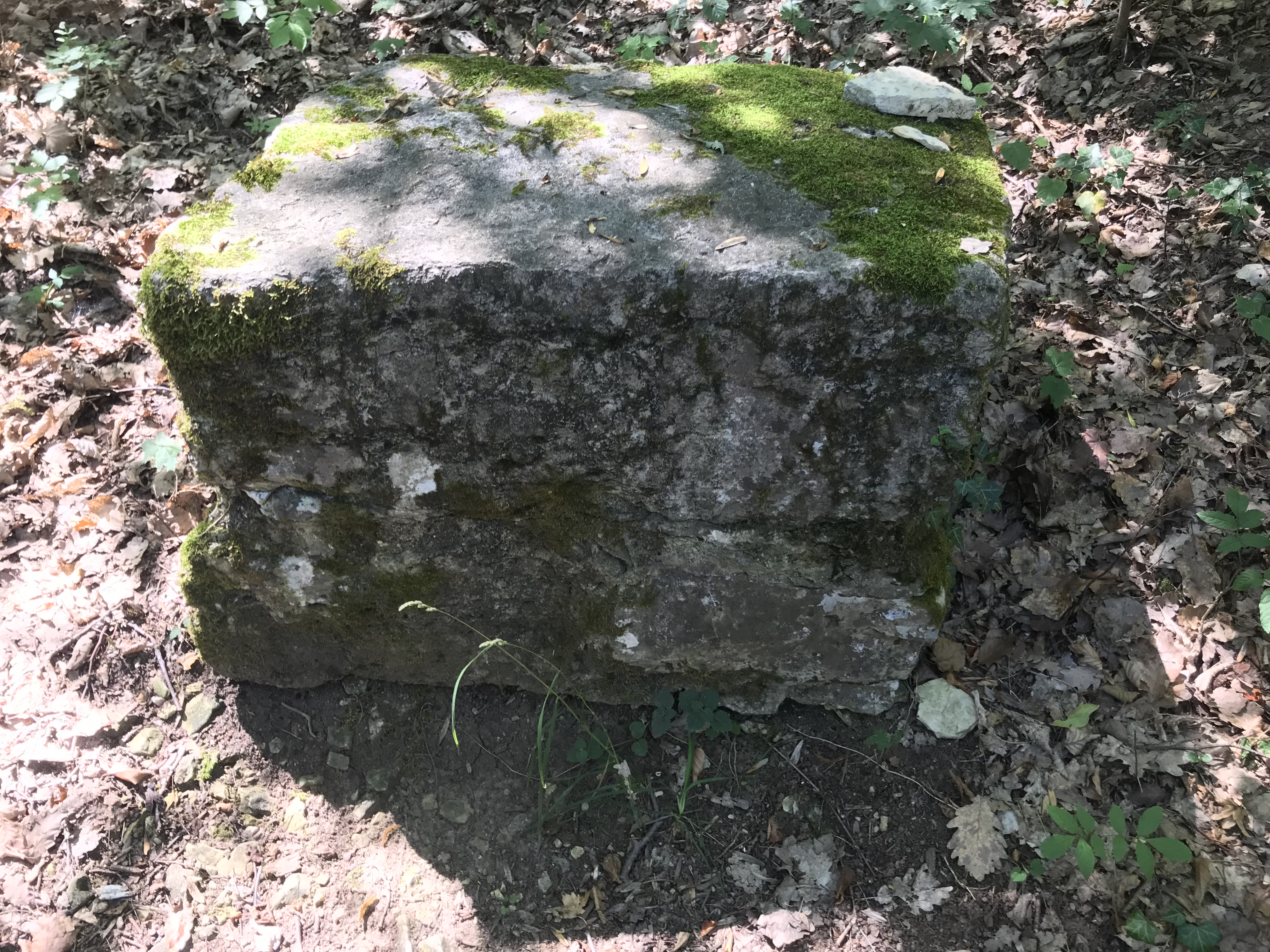
Friedensstein zu 1815

Vor diesen drei Steinen befindet sich noch ein rechteckiger, ebenfalls grob zugeschlagener Felsbrocken mit der Inschrift 20. NOVEMBER 1815. An jenem Tag schlossen Friedrich Wilhelm III., Franz I. und Alexander I. den Zweiten Pariser Frieden. Napoleons Herrschaft der Hundert Tage war in der Schlacht bei Belle-Alliance (Waterloo) zu Ende gegangen. Im Deutschen Bund begann der Machtkampf zwischen Preußen und Österreich. 